# 샤비 에체바리아
샤비에르 "샤비" 에체바리아 라라비데(스페인어: Xabier "Xabi" Etxebarria Larrabide, 1987년 7월 20일, 바스크 주 이고레 ~)는 스페인의 프로 축구 선수로, 현재 레이오아에서 수비수로 활약하고 있다.

## 클럽 경력
비스카이아 도 이고레 출신인 에체바리아는 2008년에 테르세라 디비시온의 사무디오에서 아틀레틱 빌바오로 이적하여, 처음에 2군에서 활약했다. 그는 2008년 9월 3일, 5-0으로 이긴 아비롱 바요네와의 친선경기에서 1군 경기에 처음 출전했다. 3달 후, 그는 7-2로 이긴 아마추어 구단 소모로스트로와의 또다른 친선경기에 선발로 출전해 득점을 기록했다.
에체바리아는 2008년 12월 7일에 1-1로 비긴 라싱 산탄데르와의 원정 경기에서 다비드 로페스와 89분에 교체되어 들어가 첫 라 리가 경기를 치렀다. 2012년 6월, 그는 세군다 디비시온 B의 2군 소속으로 3년을 보낸 후 방출되었고, 0-3으로 패한 2009년 수페르코파 데 에스파냐 경기에서 한 번 더 1군 공식 경기에 출전했다.
2014년 7월 18일, 무소속으로 2년 보낸 에체바리아는 아모레비에타에 입단했다. 그는 바라칼도와 레이오아로 이적하여 3부 리그에서의 활약을 이어나갔다.